# Wronilec
Wronilec (Telephium) – rodzaj roślin z rodziny goździkowatych obejmujący ok. 6 gatunków występujących w basenie Morza Śródziemnego, w Azji południowo-zachodniej oraz na Madagaskarze. Wronilec cesarski T. imperati bywa uprawiany jako roślina ozdobna w ogrodach skalnych.

## Morfologia
Byliny z drewniejącą nasadą. Łodygi wzniesione. Liście skrętoległe, z błoniastymi przylistkami. Kwiaty zebrane w baldachogronach. Działki kielicha w liczbie 5, tyle samo płatków korony i pręcików. Szyjki słupka 3, zalążnia trójkanciasta. Owocem jest torebka otwierająca się trzema klapkami. 

## Systematyka
Rodzaj zaliczany jest do plemienia Corrigioleae i podrodziny Paronychioideae w obrębie rodziny goździkowatych. Przez niektórych autorów rodzaj zaliczany jest do rodziny ugłastowatych (Molluginaceae).
Wykaz gatunków (nazwy zweryfikowane)
- Telephium barbeyanum Bornm.
- Telephium eriglaucum F.N.Williams
- Telephium imperati L. – wronilec cesarski[8]
- Telephium oligospermum Steud. ex Boiss.
- Telephium sphaerospermum Boiss.